# 稻香湖路站
稻香湖路站（偶有媒体称之为稻香湖站）是一个位于中国北京市海淀区苏家坨地区北清路、稻香湖路交叉口，属于北京地铁16号线的地铁车站。本站于2016年12月31日启用。

## 车站結構

### 车站楼层
稻香湖路站位于苏家坨地区境内稻香湖路与北清路交叉路口的东北象限绿地内，车站总长285.75m，宽21.1m，高15.08m，采用双层三跨框架结构，属于地下双层岛式车站。车站主体采用明挖法降水施工，主体结构建筑面积为12513.3㎡。该站与稻香湖～屯佃区间属于16号线3标段，由北京城乡建设集团有限责任公司承建。
| 地面层          | 出入口                   | C-D出入口                        |
| 地下一层 站厅层 | 站厅                     | 客务中心、自动售票机、进出站闸机 |
| 地下二层 站台层 |                          | █ 16号线往北安河（温阳路）       |
| 地下二层 站台层 | 岛式站台，左側開门       |                                  |
| 地下二层 站台层 | █ 16号线往宛平城（屯佃） |                                  |

### 站厅

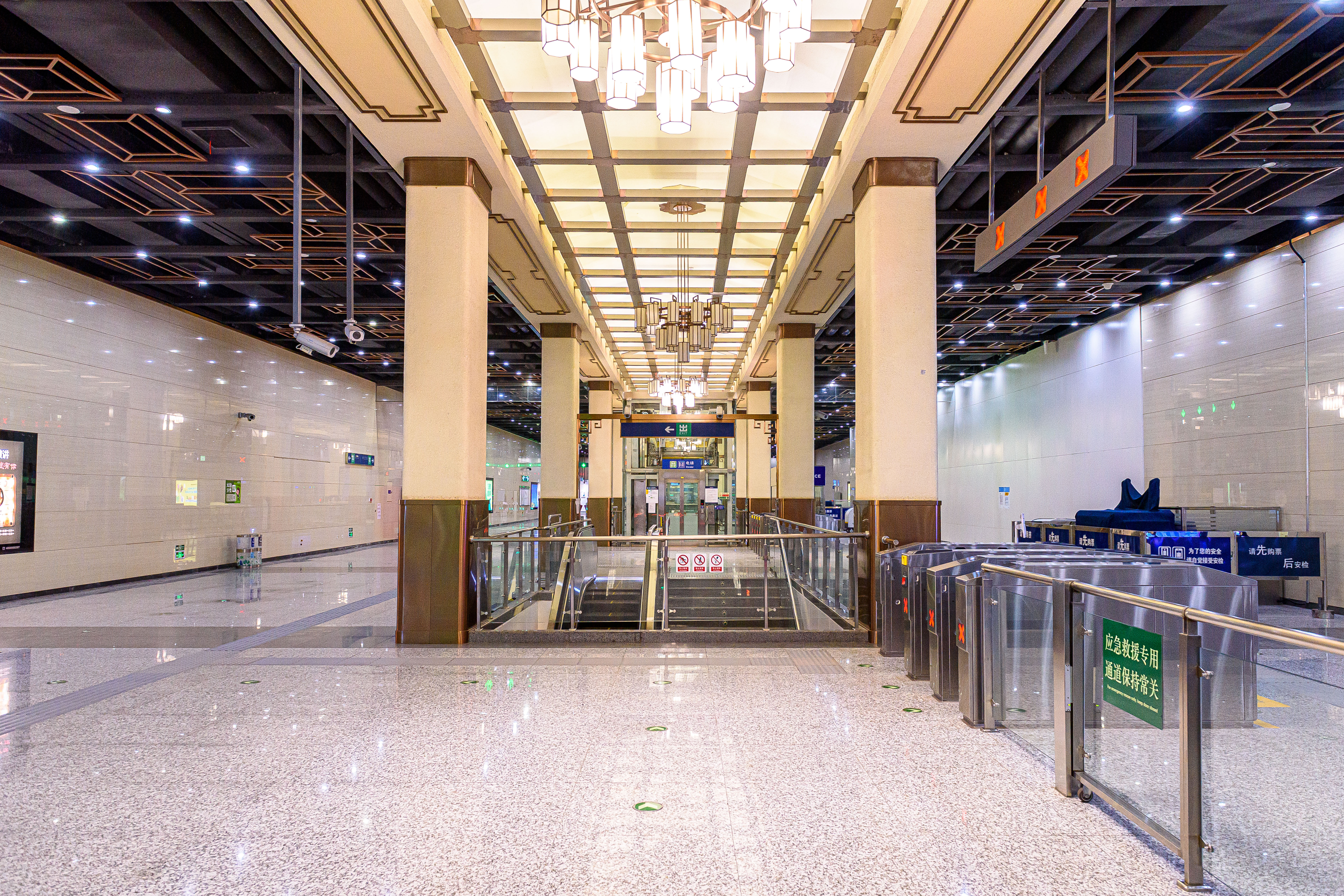
车站大堂（2024年1月摄）

稻香湖路站的车站大堂位于地下一层，与16号线北段其余9站均不设铝板吊顶，因此本站站厅层的层高达到5.2米。

### 站台
本站设有1座島式月台，位于北清路-稻香湖路口东北象限地底。

站台全景图（2017年7月摄）

## 出入口
本站设有3个出入口、1个安全出入口及2组风亭，同时为车站南侧计划建设的交通枢纽预留了过街通道出入口。本站在北清路上的站口均位于路口东侧，西南（D2）口设有直梯。
|                           |          |                                                |      |            |
| 編號                      | 指示     | 建議前往目的地                                 | 照片 | 无障碍设施 |
| 出口 · C · 1              | 北清路   | 北清路（北侧）、稻香湖路                       |      | 不適用     |
| 出口 · D · 1              | 稻香湖路 | 北清路（北侧）                                 |      | 不適用     |
| 出口 · D · 2 · 升降机标志 | 稻香湖路 | 北清路（南侧）、稻香湖路、中关村环保科技示范园 |      |            |
| 註： 設有                 |          |                                                |      |            |

## 历史
本站在2011年的海淀山后线规划中名为“稻香湖路站”，是山后线的7座高架站之一。2013年，山后线改称16号线二期，本站也改为地下站。截至2016年6月底，本站的所有土建工程已经完成，装修工作也开始进行。
本站于2014年4月进场施工，2015年6月13日完成封顶，成为16号线二期（即海淀山后线）首个实现封顶的地铁站，土建工程则于2016年6月底完成。2016年9月，稻香湖路站及稻屯区间工程通过北京市质量监督总站、京港地铁公司、快轨公司、市政院、城勘院等单位的验收。